# Australien vid världsmästerskapen i friidrott 2009
Australien deltog vid Världsmästerskapen i friidrott 2009 i Berlin.

## Deltagare

### Herrar
| Gren                | Namn                                                   |
| 400 meter           | John Steffensen Sean Wroe Joel Milburn                 |
| 1500 meter          | Ryan Gregson Jeffrey Riseley Jeremy Roff               |
| 5 000 meter         | Collis Birmingham                                      |
| 10 000 meter        | Collis Birmingham David McNeill                        |
| 400 meter häck      | Tristan Thomas Brendan Cole                            |
| 3000 meter hinder   | Youcef Abdi                                            |
| 4x100 meter stafett | Ett lag                                                |
| 4x400 meter stafett | Ett lag                                                |
| 20 km gång          | Luke Adams Adam Rutter Jared Tallent                   |
| 50 km gång          | Luke Adams Chris Erickson Jared Tallent                |
| Maraton             | Martin Dent Andrew Letherby Mark Tucker Scott Westcott |
| Tresteg             | Alwyn Jones                                            |
| Stavhopp            | Steven Hooker                                          |
| Längdhopp           | Fabrice Lapierre Mitchell Watt                         |
| Kula                | Justin Anlezark Scott Martin                           |
| Diskus              | Ben Harradine                                          |

### Damer
| Gren                | Namn                                           |
| 100 meter           | Melissa Breen                                  |
| 400 meter           | Tamsyn Lewis                                   |
| 800 meter           | Madeleine Pape                                 |
| 100 meter häck      | Sally McLellan                                 |
| 400 meter häck      | Tamsyn Lewis                                   |
| 3000 meter hinder   | Donna McFarlane                                |
| 4x400 meter stafett | Ett lag                                        |
| 20 km gång          | Jess Rothwell Cheryl Webb Claire Woods-Tallent |
| Maraton             | Lisa Jane Weightman                            |
| Höjdhopp            | Petrina Price                                  |
| Spjut               | Kimberley Mickle                               |
| Diskus              | Dani Samuels                                   |